# Icod de los Vinos
Icod de los Vinos är en kommun i Spanien.  Den ligger i provinsen Santa Cruz de Tenerife i den autonoma regionen Kanarieöarna i sydvästra delen av landet, 1 800 km sydväst om huvudstaden Madrid. Antalet invånare är 24 285 (2024). Arean är 95,94 kvadratkilometer. Icod de los Vinos ligger på ön Teneriffa. Icod de los Vinos gränsar till Garachico, Santiago del Teide, Guía de Isora, La Orotava och La Guancha. 